# Microplitis scutellatus
Microplitis scutellatus är en stekelart som beskrevs av Muesebeck 1922. Microplitis scutellatus ingår i släktet Microplitis och familjen bracksteklar. Inga underarter finns listade i Catalogue of Life.